# Joseph Stiglitz
Joseph Eugene Stiglitz (født 9. februar 1943) er en amerikansk økonom. Han er professor ved Columbia University og modtog Nobelprisen i økonomi i 2001 sammen med George Akerlof og Michael Spence for sine bidrag til at analysere konsekvenserne af asymmetrisk information i en markedsøkonomi. Joseph Stiglitz betragtes som og betragter sig selv som nykeynesiansk økonom, selvom hans forskning ikke primært ligger inden for konjunkturteori, hvor denne afgrænsning især er relevant.
Ud over sin forskning har Stiglitz engageret sig i en lang række andre fagøkonomiske og offentlige aktiviteter og er en kendt debattør. Han har været cheføkonom og vicepræsident for Verdensbanken og formand for det amerikanske Council of Economic Advisers, et rådgivende organ for den amerikanske præsident. Siden 2012 har han været formand for den internationale sammenslutning af økonomer International Economic Association. Han er nr. 4 på RePeC's verdensrangsliste over citerede økonomer (oktober 2013). Han har skrevet 10 debatbøger, herunder bestselleren The Price of Inequality fra 2012. Blandt de emner, han har taget op, er indkomstfordeling, risikostyring, virksomhedsledelse og international handel. Han er kendt som en kritiker af nogle af de udviklingstræk, der følger med globaliseringen. To af hans mest kendte debatbøger, Globalization and Its Discontents fra 2002 og Making Globalization Work fra 2006, handler herom.

## Baggrund
Stiglitz blev født i Gary i Indiana. Han studerede ved Amherst College og senere ved Massachusetts Institute of Technology (MIT), hvor han tog sin Ph.D.-grad i 1967. Han har siden været ansat på universiteterne i Cambridge, Yale, Stanford, Duke, Oxford, og Princeton ud over sin nuværende stilling på Columbia University i New York. I 1995-97 var han formand for Council of Economic Advisers under præsident Clinton. 1997-2000 var han vicepræsident og cheføkonom i Verdensbanken, men blev fyret efter at have udtrykt kritik af bankens handlemåde. I 2000 grundlagde han Initiative for Policy Dialogue, en non-profit-organisation tilknyttet Columbia University, der skal fremme demokratiske processer i udviklingslande. I 2008-09 ledede han for FN en kommission, der skulle klarlægge årsagerne til finanskrisen og fremlægge løsningsforslag. Resultatet af kommissionens arbejde blev den såkaldte Stiglitz-rapport i 2009.
I samme periode ledede han Stiglitz-Sen-Fitoussi-kommissionens arbejde for at udvikle et grundlag for en bredere og mere præcis måling af livskvalitet end BNP. Kommissionens slutrapport har siden ført til udarbejdelsen af sådanne officielle livskvalitetsmålinger i bl.a. Storbritannien og Italien.

## Forskning

### Asymmetrisk information
Stiglitz' vigtigste arbejde er inden for informationsasymmetri. Han har således beskæftiget sig med screening, dvs. en økonomisk aktørs teknik til at skaffe ellers ukendt information fra en anden aktør. Det var for dette bidrag til teorien om asymmetrisk information, at han fik nobelprisen.
Før fremkomsten af modeller med ufuldkommen og asymmetrisk information antog den traditionelle økonomiske litteratur, at markeder var efficiente bortset fra nogle begrænsede og veldefinerede markedsfejl. Stiglitz' og andres arbejde har vendt denne antagelse på hovedet og fremfører, at det kun er under helt exceptionelle omstændigheder, at markeder er efficiente. Stiglitz har (sammen med Bruce Greenwald vist at "når markeder er ufuldkomne og/eller information er ufuldstændig (hvilket er sandt i næsten alle økonomier), er selv markeder med fri konkurrence ikke Pareto-optimale."
Selvom disse konklusioner og markedsfejlenes store udbredelse ikke nødvendigvis betyder, at offentlig indgriben i en økonomi er ønskværdig, medfører tankegangen, at det "optimale" interval for offentlig regulering er langt større, end den traditionelle tilgang om markedsfejl normalt regner med. For Stiglitz "there is no such thing as an invisible hand" (med reference til Adam Smiths lignelse om en usynlig hånd, der styrer økonomien på bedste vis). Ifølge Stiglitz gælder det, at:
  Hver gang der er "eksternaliteter" - hvor en persons handlinger påvirker andre på en måde, som de ikke betaler for eller ikke kompenseres for - vil markeder ikke fungere godt. Men nylig forskning har vist, at disse eksternaliteter er tilstede overalt, når der er ufuldstændig information eller ufuldkomne markeder for risiko - det vil sige altid.
Den egentlige diskussion i dag handler om at finde den rigtige balance mellem markedet og det offentlige. Der er brug for begge institutioner. De kan hver især komplementere hinanden. Balancen vil ændre sig fra tidspunkt til tidspunkt og fra sted til sted.

### Effektivitetsløn
Stiglitz var en af ophavsmændene bag den såkaldte Shapiro-Stiglitz-model, en hjørnesten i teorien om effektivitetsløn (engelsk: efficiency wage), der kan forklare, hvorfor der er vedvarende (strukturel) arbejdsløshed. Ideen er, at arbejdere i en virksomhed selv vælger, om de vil arbejde flittigt og effektivt eller gøre en mindre arbejdsindsats. Virksomhedens ejer har derfor incitament til at give dem en relativt høj løn for at øge deres motivation, men vil til gengæld ikke ansætte så mange, sådan at der til enhver tid vil være nogle, der ikke kan få et job. I dette tilfælde er der igen tale om en markedsfejl, der skyldes asymmetrisk information, og som forårsager, at arbejdsmarkedet ikke er samfundsøkonomisk effektivt.

### Andre forskningsbidrag
Stiglitz har i alt været medforfatter på mere end 300 bidrag inden for en lang række økonomiske forskningsområder. Han har således også bidraget inden for makroøkonomi og offentlig økonomi, hvor han bl.a. har lagt navn til Atkinson-Stiglitz-teoremet om optimal beskatning. Blandt andre emner omfatter hans publikationer udviklingsøkonomi, miljø- og ressourceøkonomi, international handel, informationsøkonomi og forskellige mikroøkonomiske emner.